# Puisseguin
 Puisseguin  es una población y comuna francesa, situada en la región de Aquitania, departamento de Gironda, en el distrito de Libourne y cantón de Lussac.

## Demografía
| 1209 | 1215 | 1165 | 1107 | 1038 | 924 |
| Para los censos de 1962 a 1999 la población legal corresponde a la población sin duplicidades (Fuente: INSEE [Consultar]) |      |      |      |      |     |